# Acalymma
Acalymma – rodzaj chrząszcza z rodziny stonkowatych, spotykany głównie w Nowym Świecie. Około 72 gatunków opisano na półkuli zachodniej.

## Szkodniki
W Stanach Zjednoczonych Ameryki dwa gatunki stanowią główne szkodniki dyniowatych. Chodzi tu o Acalymma vittatum, spotykane głównie na wschód od rzeki Missisipi, oraz Acalymma trivittatum, spotykane głównie na zachodzie od tej rzeki. Osobniki dorosłe żywią się młodymi liśćmi, natomiast larwy mogą uszkadzać korzenie. A. vittatum stanowi także wektor przenoszący chorobotwórcze bakterie Erwinia tracheiphila Holland (Enterobacteriales: Enterobacteriaceae) na rośliny, gdy nagryza ich łodygi, by wypijać soki.

## Gatunki
- Acalymma albidovittata (Baly)
- Acalymma bertoluccii Gilbert Clark, 2007[5]
- Acalymma bivittulum
- Acalymma blandulum
- Acalymma blomorum
- Acalymma bruchii
- Acalymma fairmairei
- Acalymma gouldi
- Acalymma hirtum
- Acalymma inea
- Acalymma innubum
- Acalymma isogena
- Acalymma peregrinum
- Acalymma subaeneum
- Acalymma thiemei
- Acalymma trivittatum
- Acalymma undecimpunctata
- Acalymma vinctum
- Acalymma vittatum